# Misumenops rapaensis
Espèce
Misumenops rapaensis est une espèce d'araignées aranéomorphes de la famille des Thomisidae.

## Distribution
Cette espèce est endémique des îles Australes en Polynésie française. Elle se rencontre sur Rapa, Raivavae, Rurutu et Tubuai.

## Étymologie
Son nom d'espèce, composé de rapa et du suffixe latin -ensis, « qui vit dans, qui habite », lui a été donné en référence au lieu de sa découverte, Rapa.

## Publication originale
- Berland, 1934 : Araignées de Polynésie. Annales de la Société Entomologique de France, vol. 103, p. 321-336.